# Lena Westman-von Strokirch
Lena Westman-von Strokirch, egentligen Lena von Strokirch, född Westman 23 maj 1936 i Stockholm, är en svensk målare. 
Hon är dotter till direktören Hans Ingemar Westman och Rut Ingegärd Nilsson samt från 1958 gift med Svante von Strokirch. Hon studerade vid Stockholms konstskola 1954–1955 och Kungliga konsthögskolan 1955–1960. Hon tilldelades ett stipendium från Helge Ax:son Johnsons stiftelse 1960. Hon medverkade i en grupputställning på Vallins konsthandel i Örebro 1961 och ett flertal utställningar med sin man och separat ställde hon bland annat ut i Tierp. Hennes konst består av porträtt, aktstudier och landskapsskildringar huvudsakligen utförda i akvarell. Westman-von Strokirch är representerad i Jönköpings kommun.